# 本棚 (丹沢)
本棚（ほんたな、ほんだな）は、神奈川県足柄上郡山北町にある滝。丹沢山系、中川川支流の西沢上流の本棚沢にかかる滝で、落差は約60m。本棚の滝（ほんたなのたき、ほんだなのたき）とも呼ばれる。丹沢三滝の一つ。
西丹沢地域では、滝のことを「棚」と呼び、「〇棚」と名の付く滝が多い。本棚の右には、水量が少ない時には水が流れない「涸棚」がある。滝に近づくルートからは、本棚は隠れて涸棚のみ見えることがあり、本棚と間違いやすい。また、西沢下流の下棚沢には「下棚（しもんたな）」があり、本棚と合わせて訪れる人が多い。

## 交通アクセス
- 西丹沢ビジターセンターより西沢沿いに徒歩約1時間。途中に沢を渡る所が多くあるので、特に増水時には注意が必要である。